# عظيم آباد

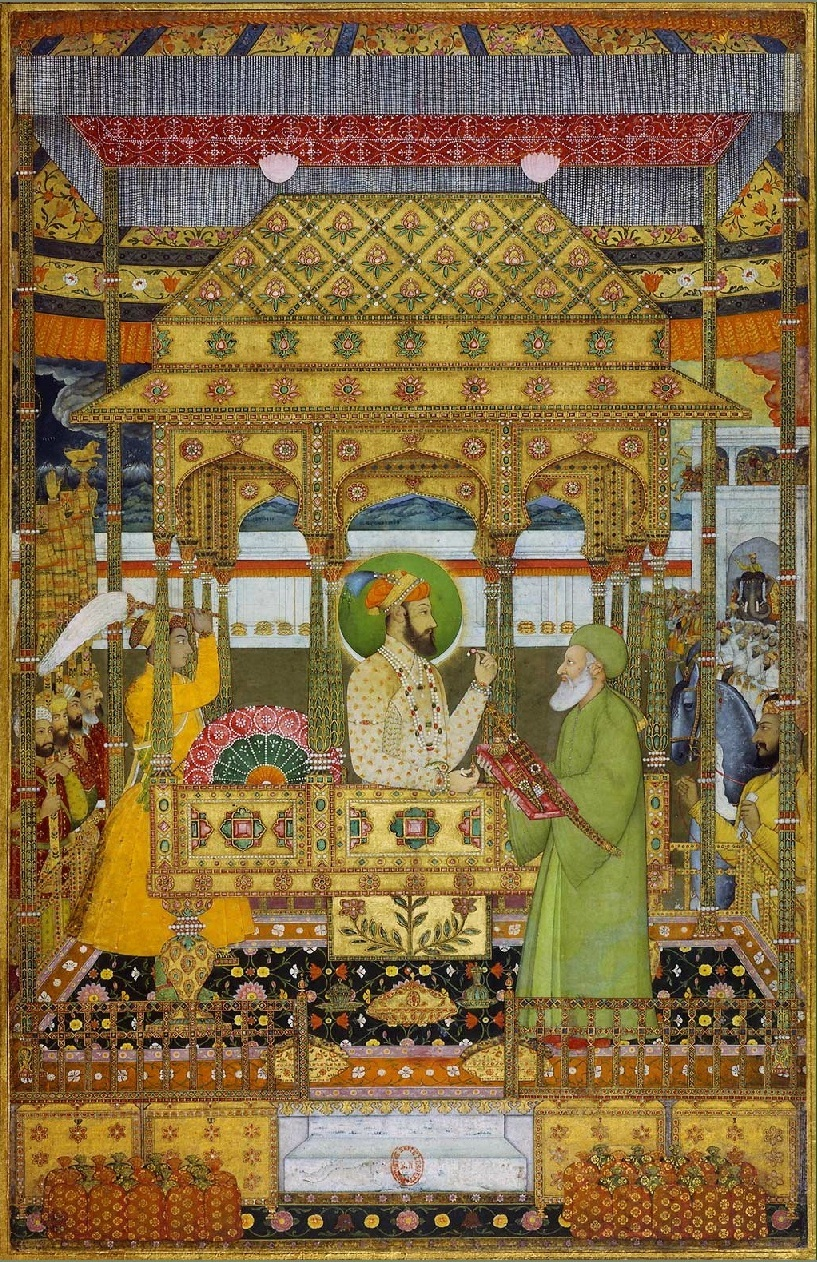
عظيم الشأن (حكم من 1697 إلى 1712)

عظيم أباد ( (بالهندية: अज़ीमाबाद)‏ (بالأردوية: عظیم آباد)‏ كان اسم مدينة باتنا الحديثة خلال القرن الثامن عشر قبل الحكم البريطاني. باتنا حالياً هي عاصمة ولاية بيهار، وهي ولاية تقع في شمال الهند. كانت باتنا تُعرف في العصور القديمة باسم باتاليبوترا،  وكانت هذه عاصمة إمبراطوريتي موريا وغوبتا.
تمثل الهند في العصور الوسطى غزو باتاليبوترا للبشتون المسلمين بختيار الخلجي وغيرهم من الحكام المسلمين . يمكن القول أن المؤرخين والعلماء المعاصرين ينظرون إلى هذا الحدث باعتباره علامة فارقة في تراجع البوذية في الهند، إلا أنه قبل فترة طويلة من غزو باتاليبوترا، تم التخلي عن معظم المدينة القديمة في القرن السابع. ولكنها عادت إلى الحياة بعد أكثر من 800 عام أثناء حكم الإمبراطور البشتوني شير شاه سوري باسم باتنا. نقل شير شاه سوري عاصمته من بيهار شريف إلى باتاليبوترا. سقطت باتنا وبيهار في أيدي المغولبعد فترة وجيزة من وفاة شير شاه سوري في عام 1545، إلا أن اسم باتاليبوترا ظل مستخدمًا.
أصبح الأمير عظيم الشأن، حفيد الإمبراطور المغولي أورنكزيب، حاكمًا لباتاليبوترا عام 1703، وغير اسم باتاليبوترا إلى عظيم آباد في عام 1704،   وتم تعيينخان زمان علي أصغر بن قاضي غلام مصطفى تم تعيينه لاحقًا نائبًا صوبه دار من قبل فرخ سير في عظيم آباد. كان آخر أمين على برجينه هاويلي عظيم آباد هو نواب حاجي سيد أحمد علي خان بهادور، الذي تلقاها كهدية من الإمبراطور علمجير الثاني آنذاك.  
سقط اسم عظيم آباد من الاستخدام فيما بعد وتم استبداله بـ باتنا، الاسم الذي اختاره شير شاه سوري لتسمية هذه المدينة القديمة. باتنا هي الطريقة الأكثر شيوعًا للإشارة إلى عاصمة بيهار منذ الفترة الاستعمارية فصاعدًا، ومع ذلك، توجد اليوم مستعمرة جديدة داخل مدينة باتنا تحمل اسم باتنا، ويسكنها في المقام الأول مسلمون استوحوا اسم باتنا المغولي من اسم المدينة، وعلى نحو مماثل، يُنظر إلى باتاليبوترا باعتبارها جزءًا من مدينة باتنا الحديثة، وليس المدينة بأكملها، وهكذا حل اسم "باتنا" محل عظيم آباد وباتاليبوترا وغمرهما إلى حد ما، إلا أن إرث هذه الأسماء السابقة خلال العصر القديم والحديث المبكر لا يزال قائماً وسيستمر في المستقبل المنظور.